# Мыс Такиль (ландшафтно-рекреационный парк)
Ландшафтно-рекреационный парк Мыс Такиль (укр. Ландшафтно-рекреаційний парк Мис Такіль, крымскотат. Taqıl burnu landşaft-raatlıq parkı, Такъыл бурну ландшафт-раатлыкъ паркы) — ландшафтно-рекреационный парк, расположенный в юго-восточной оконечности Керченского полуострова на территории Ленинского района. Площадь — 850 га. Землепользователь — Министерство экологии и природных ресурсов Республики Крым, Государственное автономное учреждение Республики Крым «Управление особо охраняемыми природными территориями Республики Крым».

## История
Ландшафтно-рекреационный парк был создан Постановлением верховной Рады автономной республики Крым от 27.02.2013 № 1196-6/13
Является ландшафтно-рекреационным парком регионального значения, согласно Распоряжению Совета министров Республики Крым от 5 февраля 2015 года № 69-р Об утверждении Перечня особо охраняемых природных территорий регионального значения Республики Крым.
Приказом министерства экологии и природных ресурсов Республики Крым от 25.04.2016 № 721 «Об утверждении Положений о ландшафтно-рекреационных парках регионального значения Республики Крым», было определено зонирование парка.

## Описание
Парк создан с целью сохранения генофонда флоры и фауны степного Крыма в пределах Парка, как эталона экосистем Крыма, охраны и сохранения ценных природных и историко-культурных комплексов и объектов, степных, скальных береговых, прибрежно-аквальных и водно-болотных биоценозов; создания условий для эффективного развития туризма, отдыха и рекреационной инфраструктуры в природных условиях с соблюдением режима охраны заповедных природных комплексов и объектов; содействия экологическому образованию и воспитанию населения. На территории парка запрещается или ограничивается любая деятельность, если она противоречит целям его создания или причиняет вред природным комплексам и их компонентам.
Расположен на мысе Такиль на восточном побережье Керченского полуострова с прилегающей сушей, что на территории Заветненского сельсовета Ленинского района, за границами населённых пунктов. Северная граница проходит южнее озера Солёное (Балчи-коль), западная — доходит до урочища Кременчуг и с/х угодий, восточная граница — побережье Керченского пролива, южная — Чёрного моря. Побережье скалистое, в акватории есть подводные и надводные камни.
Парк имеет фунуциональное зонирование: заповедная (40 га), регулируемой рекреации (637 га), стационарной рекреации (3 га), хозяйственная зоны (170 га). Заповедная зона представлена побережьем с мысом Такиль, севернее и южнее от него. Внутри расположен участок (в составе парка) категории земли специального назначения.
Ближайший населённый пункт — село Заветное (Ленинский район), расположенное севернее, город — Керчь.

## Природа
В 2012 году флора высших сосудистых растений территории, предлагаемой к заповеданию, была представлена 130 видами из 37 семейств. Особую ценность составляют 5 видов растений, включенных в Красную книгу Украины, 2 вида, включенных в Европейский Красный список, 1 вид, включенный в Красный список Международного Союза Охраны Природы (МСОП), 1 вид, охраняемый Бернской конвенцией об охране дикой флоры и фауны, а также их природных мест обитания в Европе. Флористический комплекс мыса Такиль представлен 7 эндемиками Крыма.
Фауна мыса Такиль насчитывает 12 видов млекопитающих, 9 видов птиц, 8 видов пресмыкающихся, 4 вида бабочек; акватория — 74 вида и подвида рыб, 3 вида дельфинов. Фаунистический комплекс мыса Такиль представлен 8 уязвимыми видами рептилий, из которых 4 вида занесены в Красную книгу Украины и 4 вида включены в приложения II и III к Бернской конвенции об охране дикой флоры и фауны, а также их природных мест обитания в Европе; 2 вида бабочек достоверно известных и 2 возможно встречающихся; 1 вид млекопитающих; 3 вида птиц (возможно встречающихся), включенных в Красную книгу Украины.